# Learjet 45
Learjet 45 (LJ45) là một máy bay phản lực thương mại cỡ trung bình do Learjet Division của  Bombardier Aerospace sản xuất.
Phiên bản 45 là thiết kế hoàn toàn mới đầu tiên kể từ phiên bản Learjet gốc, và thay đổi đáng kể dòng sản phẩm Learjet. Thông qua bốn biến thể chính của nó - Mẫu gốc 45, Model 45XR, Model 40 và Model 40XR - nó là sản phẩm chính của Division of Learjet từ những năm 1990 cho đến khi đưa ra mô hình Model 75 vào năm 2012.

## Lịch sử

### Phát triển và sản xuất
Model 45 được phát triển vào những năm 90 như một đối thủ cạnh tranh trong dòng máy bay siêu nhẹ, cạnh tranh với Cessna Citation Excel / XLS nổi tiếng - nhưng đã loại bỏ đi phòng ăn của Cessna để đạt được hiệu suất cao truyền thống của dòng Learjet.
Mẫu 45 là thiết kế mới hoàn toàn mới của Learjet kể từ chiếc máy bay đầu tiên của hãng (tất cả các mẫu khác đã được phát triển từ thiết kế Learjet năm 1963, Model 23). Mô hình 45 đã được phát triển để làm cho Learjets cơ bản cạnh tranh hơn so với thiết kế mới hơn từ các nhà sản xuất cạnh tranh. Tuy nhiên, như là một thiết kế tấm sạch (bắt đầu từ đầu), được xây dựng theo các quy tắc khắt khe hơn (FAR Part 25), so với các máy bay Learjets trước đây, sự phát triển của máy bay đã mất nhiều thời gian hơn so với sự phát triển của các mẫu Learjet trước đây.
Sự phát triển của LJ45 bắt đầu vào năm 1989, [4] nhưng không được công bố bởi Bombardier cho đến tháng 9/1992. Chuyến bay đầu tiên của chiếc máy bay nguyên mẫu đã diễn ra vào ngày 7 tháng 10 năm 1995 - kỷ niệm 32 năm chuyến bay đầu tiên của chiếc Learjet 23 đầu tiên. FAA đã bị trì hoãn, và cuối cùng được trao vào tháng 9 năm 1997, với chiếc máy bay khách hàng đầu tiên được giao vào tháng 1 năm 1998. Flying Magazine báo cáo rằng chiếc Lear 45 lần đầu tiên được chứng nhận theo FAR Phần 25 (quy tắc loại vận chuyển) vào năm 1998.
Ban đầu, sự chậm trễ trong sản xuất dẫn đến sự thất vọng của khách hàng và sự mất mát hoặc trì hoãn doanh thu. Một số đơn đặt hàng của khách hàng đã bị trì hoãn hơn hai năm.